# Альмиранте-Браун (департамент)
Департамент Альмиранте-Браун  (исп. Departamento de Almirante Brown) — департамент в Аргентине в составе провинции Чако.
Территория — 17276 км². Население — 34075 человек. Плотность населения — 2 чел./км².
Административный центр — Пампа-дель-Инферно.

## География
Департамент расположен на северо-западе провинции Чако.
Департамент граничит:				
- на северо-востоке — с 	департаментом 	Хенераль-Гуэмес
- на востоке — с 	департаментом 	Майпу
- на юго-востоке — с 	департаментом 	Индепенденсия
- на юге — с 	департаментами 	Хенераль-Бельграно	, 	Нуэве-де-Хулио
- на юго-западе — с 	провинцией 	Сантьяго-дель-Эстеро
- на северо-западе — c 	провинцией 	Сальта

## Административное деление
Департамент включает 4 муниципалитета:
- Пампа-дель-Инферно
- Консепсьон-дель-Бермехо
- Лос-Френтонес
- Тако-Посо

## Важнейшие населенные пункты[3]
| № | Населённый пункт        | Населённый пункт (исп.) | Категория | Население чел. (2010) | На карте                        |
| - | ----------------------- | ----------------------- | --------- | --------------------- | ------------------------------- |
| 1 | Пампа-дель-Инферно      | Pampa del Infierno      | город     | 9063                  | 26°30′13″ ю. ш. 61°10′28″ з. д. |
| 2 | Тако-Посо               | Taco Pozo               | город     | 7813                  | 25°36′58″ ю. ш. 63°16′06″ з. д. |
| 3 | Лос-Френтонес           | Los Frentones           | город     | 5520                  | 26°24′34″ ю. ш. 61°24′53″ з. д. |
| 4 | Консепсьон-дель-Бермехо | Concepción del Bermejo  | город     | 5309                  | 26°35′58″ ю. ш. 60°56′47″ з. д. |
| 5 | Рио-Муэрто              | Río Muerto              | поселок   | 1052                  | 26°18′27″ ю. ш. 61°39′19″ з. д. |